# 린 르노

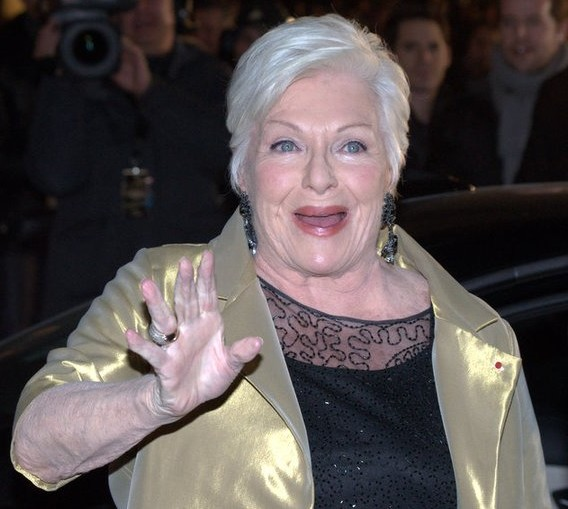
2011년

린 르노(Line Renaud, 1928년 7월 2일 ~ )는 프랑스의 가수, AIDS 활동가이다.
아르망티에르 근방의 작은 마을에서 태어난 여성가수이다. 본명은 재클린 안테. 어릴 때부터 할머니가 경영하는 카페에서 노래를 불렀다. 제2차 세계 대전중에 그 곳의 연합군 장병을 위해 노래불러 인기가수가 되었다. 전후에는 파리로 와서 작곡가 루이 가스테와 알게 되어, 그의 지도를 받고 또한 서로 사랑하게 되어 결혼하였다. 1946년 이후는 영화에도 출연하였으며, 1949년에는 <캐나다의 나의 오두막집>으로 디스크 대상을 수상하였다. 주로 레뷰계(界)에서 활약하였다.